# Германия на «Евровидении-1970»
Германия принимала участие в Евровидении 1970, проходившем в Амстердаме, Нидерланды. На конкурсе её представляла Катя Эбштайн с песней «Wunder gibt es immer wieder», выступавшая под номером 11. В этом году страна заняла 3-е место, получив 12 баллов. Комментаторами конкурса от Германии в этом году были Мари Луиза Штейнбайер и Вулф Миттлер, глашатаем – Ханс Отто Грюнефелдт

## Национальный отбор
Национальный отбор состоял из двух этапов: в первом этапе каждый член жюри (всего их было 7) давал по одному баллу трём понравившимся песням, во втором этапе участвовало 3 лучших песни первого этапа и, в отличие от первого этапа, во втором каждый член жюри отдавал по одному баллу одной понравившейся песне.
| Номер | Артист         | Песня                                                | Баллы в 1-м раунде | Баллы во 2-м раунде | Место |
| ----- | -------------- | ---------------------------------------------------- | ------------------ | ------------------- | ----- |
| 1     | Мэри Рус       | "Bei jedem Kuß"                                      | 5                  | 0                   | 2-е   |
| 2     | Роберто Бланко | "Auf der Kurfürstendamm sagt man "Liebe""            | 1                  | -                   | 5-е   |
| 3     | Кирсти Спарбо  | "Pierre, der Clochard"                               | 3                  | -                   | 4-е   |
| 4     | Питер Бейл     | "Blaue Augen, rote Lippen und kastanienbraunes Haar" | 0                  | -                   | 6-е   |
| 5     | Катя Эбштейн   | "Wunder gibt es immer wieder"                        | 7                  | 7                   | 1-е   |
| 6     | Рейнер Шене    | "Allein unter Millionen"                             | 5                  | 0                   | 2-е   |

## Страны, отдавшие баллы Германии
У каждой страны было по 10 судей, каждый из которых мог отдать один голос понравившейся песне. Были внесены изменения в правила, для того, чтобы предотвратить возможность того, что победителями конкурса станут несколько песен.
| Отдали Германии… | Отдали Германии… | Отдали Германии… | Отдали Германии…        |
| 4 балла          | 3 балла          | 2 балла          | 1 балл                  |
| ---------------- | ---------------- | ---------------- | ----------------------- |
| Испания          | Люксембург       | Ирландия         | Швейцария Италия Монако |

## Страны, получившие баллы от Германии
| 4 балла | Великобритания            |
| 2 балла | Швейцария Италия Ирландия |